# Trigon
Il trigon è un neuma utilizzato nella notazione del canto gregoriano.
Nella notazione vaticana, il trigon viene rappresentato graficamente come un punctum seguito da una clivis. Raramente viene prolungato da una o più note: diventa quindi un punctum seguito da un climacus. 

Le prime due note sono sempre in posizione di ripercussione. Non deve quindi essere confuso con il pressus, al quale assomiglia molto nella notazione quadrata: il pressus interviene sempre in un movimento melodico discendente, mentre il trigon è o isolato, o preceduto da note più basse. Questi due neumi corrispondono a dei grafemi corsivi molto differenti.
Nella notazione di san Gallo  il trigon viene analizzato etimologicamente come una distropha flexa, cioè prolungato verso il basso. Invece nella grafia di Laon, il trigon assume la forma  di una stropha seguita da una clivis. Le due interpretazioni sono particolarmente simili.
Come la distropha e la tristropha, il trigon è praticamente sempre situato al di sopra del semitono. Inoltre la terza nota discende alla terza inferiore, contrariamente al pressus che generalmente non discende che alla seconda.
Il trigon può essere episemato, ma mai sulle sue prime due note. L'episema non è visibile che nella notazione corsiva  e non appare nella notazione di Solesmes se non raramente, sotto forma di punto mora finale. Nella maggioranza dei casi però, questi episemi si situano alla fine di un inciso per poter ristabilire un ritmo corretto.
Il trigon è sempre leggero: i soli accenti che possa ricevere sono i due piccoli attacchi delle due strophae iniziali che devono restare rapide e di una intensità non accentuata. La sua terza nota è una nota di rilassamento, di intensità più debole, che può essere un po' più prolungata.